# Muthen I
Muthen (westallgäuerisch: ts Muətə) ist ein Gemeindeteil der Gemeinde Hergatz im bayerisch-schwäbischen Landkreis Lindau (Bodensee).

## Geographie
Der Weiler liegt circa drei Kilometer östlich des Hauptorts Hergatz und er zählt zur Region Westallgäu. Nordwestlich der Ortschaft verläuft die Bahnstrecke Buchloe–Lindau mit dem Muthener Viadukt. Westlich von Muthen fließt die Leiblach. Der Ort liegt im Gemeindedreieck von Heimenkirch, Opfenbach und Hergatz.

## Ortsname
Der Ortsname stammt vom Personennamen Muote und bedeutet somit Ansiedlung des Muote.

## Geschichte
Muthen wurde erstmals urkundlich im Jahr 1384 mit zů dem Můten erwähnt. 1783 fand die Vereinödung des Orts statt. Der Ort gehörte einst zu Reichsstadt Wangen. Im Jahr 1810 wurde Muthen bayerisch.

### Teilung des Orts
Am 9. März 1954 wurde der Weiler Muthen von der Gemeinde Wohmbrechts in die Gemeinde Maria-Thann umgemeindet. Ein Teil des Orts verblieb als Einöde bei Wohmbrechts. Seit der Zusammenlegung der beiden Gemeinden zur Gemeinde Hergatz im Jahr 1978 bilden beide Orte weiterhin eigenständige Gemeindeteile: Der Weiler Muthen und die Einöde Muthen.

### Schloss Muthen
Das Schloss Muthen wurde vermutlich im 13. Jahrhundert erbaut und diente im Besitz der Herrschaft Montfort-Feldkirch als Zollstation. Erstmals urkundlich erwähnt wurde es im Jahr 1400. Im Jahr 1550 wurde das Schloss im Besitz der Hinderofen von Wangen erwähnt. Ab 1570 gehörte das Schloss zur Reichsstadt Wangen. Im Jahr 1760 wurde das Schloss Muthen abgebrochen. Über die Burgstelle verläuft heute die Bahnstrecke sowie wurde ein Bahnwärterhäuschen darauf gebaut. Im Jahr 1937 wurde eine Gedenktafel aufgestellt.

## Baudenkmäler
- Muthener Viadukt: Dreijochige Eisengitterkonstruktion auf gemauerten Pfeilern und Widerlagern, 1853/54 für die Ludwig-Süd-Nord-Bahn errichtet, um 1870/80 erneuert. Aktennummer: D-7-76-131-10.

Siehe auch: Liste der Baudenkmäler in Muthen